# A1-es autópálya (Litvánia)

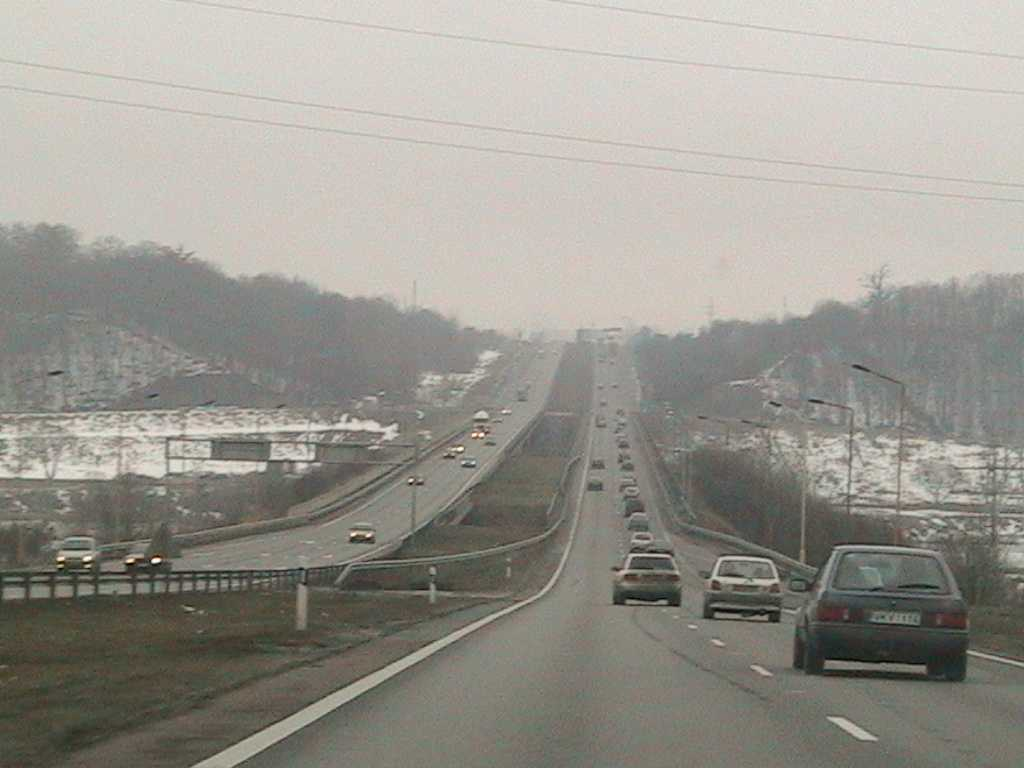
Az autópálya Kaunas közelében

Az A1-es autópálya (litvánul: Lietuvos A1 Autostrada) – Litvániában – Vilniuszt köti össze Kaunason át teljesen Klaipėdáig, mintegy összekötve az országot kelet–nyugat irányban, valamint az ország belső részeit, a Balti-tengerrel. Az út építése az 1970-es években kezdődött, és az utolsó – Klaipėdáig érő – szakaszt 1987. szeptember 1-jén adták át a forgalom számára. Hossza 311,4 km és része a E28-as európai útnak. Litvánia autópályáin a megengedett legnagyoibb sebesség az autópályákon 110 km/h.

## Külső hivatkozások
- Litvánia autópályái